# 크림 공화국
크림 공화국은 러시아의 공화국이자 크림반도의 대부분을 구성하지만 세바스토폴을 제외한 것이다. 영토는 2023년 이전에 해당한다. 크림 자치 공화국의 영토이며, 우크라이나의 법률상 일부이다. 2014년 러시아는 점령과 합병했지만 국제적으로 인정되지 않음으로 남아 있다.
국경 내에 위치한 수도이자 가장 큰 도시는 크림 반도에서 두 번째로 큰 도시인 심페로폴이다. 2021년 러시아 인구 조사 기준으로 크림 공화국의 인구는 1,934,630명이었다.

## 우크라이나로부터 독립
우크라이나의 관점에서 크림 공화국의 독립은 국제법, 그리고 우크라이나 헌법을 위반하는 것으로 볼 수도 있다. 우크라이나의 헌법을 따르면, 우크라이나의 영토 보전에 대한 결정을 모두 우크라이나 정부 주관의 국민 투표로만 할 수가 있다.

## 러시아와의 재합병
2014년 3월 18일에 블라디미르 푸틴 러시아 연방 대통령이 크림 공화국이 러시아 제국, 소련 이후 러시아 연방으로 다시 귀속을 위한 합병 조약을 체결하였으며, 3월 19일에는 러시아 연방 헌법 재판소가 러시아-크림 합병 조약이 합헌이라고 주장하였다. 3월 20일에는 러시아 연방 하원인 국가 두마가 이 재합병 조약을 승인하였다. 3월 21일에는 러시아의 연방 상원인 러시아 연방 의회가 승인하였고 최종적으로 푸틴 대통령이 러시아-크림 공화국 합병 문서에 서명하여 크림 공화국의 러시아 병합을 위한 법적 절차는 마무리되었다.
크림 공화국은 2014년 3월 24일을 기해 러시아 루블을 공식적으로 도입했다. 우크라이나 흐리우냐는 2016년 1월 1일까지 루블과 함께 통용될 예정이었지만 2014년 6월 1일부터 러시아 루블화를 유일한 통화로 사용하게 되었다. 크림 공화국은 2014년 3월 30일을 기해 시간대를 기존의 키예프 시간대(UTC+2)에서 모스크바 시간대(UTC+3)로 바꾸었으며 러시아와의 병합을 위한 각종 조치 등을 취할 예정이다. 또한 크림 공화국에 있었던 우크라이나 군대는 철수하거나 러시아 군대로 편입되고 있다.
2014년 4월 11일 크림 공화국 의회는 전체 의원 100명 가운데 회의에 참석한 의원 88명이 자체적인 헌법을 채택했다. 이 헌법은 크림 공화국이 러시아 연방 안에서의 합법적이고 민주적인 공화국이며 크림 공화국의 영토가 러시아 연방의 일부임을 규정하고 있다.

## 정치
크림 공화국의 수반(러시아어: Глава Республики Крым)은 2014년 4월 14일 수립된 직위이다.

### 역대 크림 공화국의 수반
| 이름                     | 취임            | 이임            |
| ------------------------ | --------------- | --------------- |
| 세르게이 악쇼노프 (임시) | 2014년 4월 14일 | 2014년 10월 9일 |
| 세르게이 악쇼노프        | 2014년 10월 9일 | 현직            |

입법 기구는 100석으로 구성된 의회이다. 러시아에 흡수된 이후에 크림 공화국 국가평의회(러시아어: Государственный Совет Республики Крым)로 명칭을 변경하였다.

## 민족, 언어, 종교
- 1939년 소비에트 연방의 인구 조사 자료에 따르면 전체 인구 1,126,429명 중 러시아인이 51.5%, 크림 타타르족이 25,9%를 구성하고 있었다.
- 1989년 소비에트 연방의 인구 조사에 따르면 크림 타타르족은 약 38,000명 정도였다.
- 2001년 우크라이나의 인구 조사에 따르면 총인구는 2,024,000명이다. 민족 구성은 러시아인(58%), 우크라이나인 (24%), 크림 타타르족 (12%) 등 순이다.

2014년 러시아 연방의 크림반도 흡수에 따라, 크림반도 주민의 98% 이상이 러시아 국적을 새로 취득했다. 같은 해에 실시된 크림 연방관구 인구조사에 따르면, 크림반도 전체의 주민들은 자기 자신을 다음과 같은 민족 집단에 속한다고 생각한다.
- 러시아인: 1,188,978명 (65.2%),
- 우크라이나인: 291,603명 (16.0%),
- 크림 타타르인: 229,526명 (12.6%),
- 타타르인: 42,254명 (2.3%),
- 벨라루스인: 17,919명 (1.0%),
- 아르메니아인: 9,634명 (0.5%),

2014년 조사에 따르면, 인구의 84%가 러시아어를 그들의 제1언어로 사용한다. 7.9%는 크림 타타르어, 3.7%는 타타르어, 3.3%는 우크라이나어를 모국어로 사용한다. 이것은 2001년 우크라이나 당국이 실시한 이후 처음 있는 러시아의 공식 조사이다.
이 지역의 러시아인과 우크라이나인들은 주로 정교회를 믿고 크림 타타르족들은 이슬람교를 믿는다.

### 언어
크림 공화국은 3가지 공용어가 있다. : 러시아어, 크림 타타르어, 우크라이나어이다. 2014년 8월 중순, 공화국의 교육부장 나탈리야 곤차로바는 (1학년 과정에서 우크라이나어를 배우려고 신청서를 써낸 학부모가 없음에 따라) 크림 공화국은 그 초등학교에서 우크라이나어 시간을 편성하지 않기로 하였다. 다만 곤차로바는, 심페로폴의 우크라이나어 김나지움의 학부모 중 1/4 이상이 우크라이나어를 가르쳐줄 것을 신청함에 따라, 이 학교는 우크라이나어 시간을 편성할 것이라고 했다.

## 지리
크림 공화국은 크림반도의 거의 대부분을 차지하고 있으며 이외에도 북쪽 지역이 영토에 속한다. 세바스토폴은 러시아의 행정 구역이 되면서 크림 공화국의 영역에서 빠지고 러시아의 연방시가 되었다. 북쪽으로는 우크라이나의 헤르손주와 접하고 있으며, 동쪽으로는 러시아의 크라스노다르 지방과 접하고 있다. 해안은 흑해와 아조프해로 둘러싸여 있다. 해상 국경은 루마니아, 불가리아, 터키, 조지아와 접하고 있다.

## 교통
크림 자치 공화국의 각 도시들은 주변의 마을들과 버스 노선으로 연결되어 있다. 도시 간 트롤리버스 (троллейбус)가 얄타 공항, 심페로폴, 알루시타를 지난다. 얄타, 페오도시야, 케르치, 세바스토폴, 옙파토리야 등은 해상 노선으로 연결되어 있다. 옙파토리야에는 노면전차가 다닌다. 기차는 크라스노페레콥스크 - 케르치 (페오도시야) 사이와 멜리토폴 - 세바스토폴 (옙파토리야) 사이에 운행된다.

## 같이 보기
- 러시아 제국의 크림반도 합병
- 크림 자치 공화국
- 크림 자치 소비에트 사회주의 공화국
- 러시아의 크림반도 점령
- 러시아의 도네츠크주, 헤르손주, 루한스크주, 자포리자주 합병